# Turaco-de-ruspoli
O turaco-de-ruspoli (Menelikornis ruspolii) é uma espécie de ave da família Musophagidae.
É endémica da Etiópia.
Os seus habitats naturais são: florestas secas tropicais ou subtropicais .
Está ameaçada por perda de habitat.